# On an Island
On an Island és el tercer àlbum en solitari de David Gilmour, vocalista i guitarrista del grup Pink Floyd. Va sortir al Regne Unit el 6 de març del 2006, el mateix dia que Gilmour feia 60 anys i un dia més tard va aparèixer als Estats Units. Els èxits de vendes foren fulminants i es va situar ràpidament al número 1 al Regne Unit. Aquest àlbum trencava 22 anys de silenci musical de l'autor. El tema Castellorizon va rebre el Grammy a la millor peça de rock instrumental.
El productor del disc fou Phil Manzanera, membre de Roxy Music, i la major part del disc va ser enregistrat en l'estudi privat que Gilmour té en el seu vaixell Astoria. Després de l'àlbum hi va haver una gira de presentació en la qual va comptar amb la participació dels antics membres de Pink Floyd Nick Mason i Richard Wright.

## Gravació
Gran part de l'àlbum es va gravar a l'estudi privat de Gilmour a bord de la seva casa flotant Astoria. La cançó «Smile» es va escoltar breument en una forma no dominada al programa de BBC2 Three Men in a Boat  que va recórrer un viatge pel riu Tàmesi que va passar per davant de la casa flotant. Altres seccions es van gravar a la granja de David a Sussex i als British Grove Studios de Mark Knopfler.
Les orquestracions de l'àlbum van ser organitzades pel conegut compositor polonès Zbigniew Preisner i dirigides per Robert Ziegler. L'orquestra va ser gravada als Abbey Road Studios per Simon Rhodes.

## Llista de temes
1. Castellorizon 3'46
2. On An Island 6'26
3. The Blue 5'08
4. Take A Breath 5'35
5. Red Sky At Night 2'43
6. This Heaven 4'14
7. Then I Close My Eyes 5'19
8. Smile 4'02
9. A Pocketful Of Stones 6'17
10. Where We Start 6'23